# بول ران، شهرستان پرستون، ویرجینیای غربی
بول ران (به انگلیسی: Bull Run) یک منطقهٔ مسکونی در ایالات متحده آمریکا است که در شهرستان پرستون، ویرجینیای غربی واقع شده‌است. بول ران ۴۰۴٫۱۷ متر بالاتر از سطح دریا واقع شده‌است.